# برنامه آخر وقت با دیوید لترمن
برنامه آخر وقت با دیوید لترمن (به انگلیسی: Late Show with David Letterman) یک برنامه تاک شوی آخر وقت در آمریکا است که از ۳۰ اوت ۱۹۹۳ تا ۲۰ مه ۲۰۱۵ از شبکهٔ سی‌بی‌اس با اجرای دیوید لترمن پخش میشده است.